# Benjamin Rogue
El Benjamin Rogue .357 es un fusil de aire comprimido tipo PCP calibre 9mm (0,357"), por lo que es considerado un gran calibre. Este fusil es producido por Benjamin, una marca propiedad de Crosman, y llega a producir más de 285 joules de energía de impacto, lo que lo hace más potente que un arma .22 LR o incluso mayor que un .380 ACP.

## Diseño y características
El Rogue, a pesar de no tener miras propias, tiene un riel superior de 9,5 mm tras el clip para una mira telescópica o una reflex, también tiene un carril inferior con dos espacios (uno por accesorio) para sostener un bípode, láser o luz.
Utiliza un tanque de aire de 330 cm³ que se puede llenar a 210 bares, y para un mejor aprovechamiento del aire el Rogue cuenta con el “Display Epic”, un dispositivo electrónico incluido de fábrica que maneja la potencia del fusil, en el que se pueden elegir entre 3 opciones de peso del proyectil (ligero, medio y pesado) y 3 opciones de potencia (baja, media y alta), y se pueden combinar al gusto del tirador. El gatillo, de ajuste electrónico, se puede regular desde el Display epic.
El Rogue tiene un clip de 6 tiros en la parte superior, es básicamente semiautómatico con una autonomía con el tanque a máxima presión, desde 4 hasta 20 disparos. Tiene un cañón encamisado que suprime el ruido del cañón, incluso a hacerlo menor que el ruido de cualquier arma de fuego, produce alrededor de 80 dB, también el retroceso de este rifle es nulo. El Rogue también cuenta con una culata ajustable para mayor comodidad al tirador. El tanque de aire del Rogue se puede recargar con una bomba PCP manual o un tanque de aire Benjamin de alta presión.

### Balística
La corporación Crosman fabrica 5 proyectiles distintos para su uso en el Rogue, que a su máxima potencia, con un proyectil de 11,3 gramog alcanza desde 228 a 244 m/s.
| Proyectil                                | Peso en granos | Peso en gramos | Velocidad en fps | Velocidad en m/s | Energía de impacto en pie-libra | Energía de impacto en Joules |
| ---------------------------------------- | -------------- | -------------- | ---------------- | ---------------- | ------------------------------- | ---------------------------- |
| Benjamin Persuit Hollow Point Bullet     | 95             | 6,15           | 860              | 262              | 155,9                           | 211,3                        |
| Benjamin Persuit Flat Nose Bullet        | 127            | 8,23           | 830              | 253              | 194,1                           | 263,1                        |
| Benjamin persuit Hollow Point Bullet     | 158            | 10,24          | 760              | 231              | 202,4                           | 274,4                        |
| Benjamin Persuit Flat Nosed Bullet       | 170            | 11             | 750-800          | 228-244          | 212,1-241,8                     | 287,5-327,9                  |
| Benjamin by Nosler eXTREME Ballistic Tip | 145            | 9,396          | 810              | 247              | 211                             | 286                          |